# Jean-Michel Jarre
Jean-Michel André Jarre [žán mišél andré žár], francoski skladatelj, glasbenik in glasbeni producent, * 24. avgust 1948, Lyon.
Je eden od začetnikov elektronske glasbe, synthpopa in novodobne glasbe, pa tudi organizator glasbenih spektaklov na prostem z lučmi, laserskimi prikazovalniki in ognjemeti. Ob 850. letnici Moskve je organiziral največji koncert vseh časov s 3,5 milijona gledalci. Doslej je prodal približno 80 milijonov albumov in singlov. Njegov album Oxygène opisujejo kot enega ključnih v razvoju elektronske glasbe. Je sin znanega skladatelja filmske glasbe Mauricea Jarra.  

## Mega koncerti
| Datum              | Obiskovalcev  | Kraj                      | Dogodek                                                                       | Opomba                                                                                           |
| ------------------ | ------------- | ------------------------- | ----------------------------------------------------------------------------- | ------------------------------------------------------------------------------------------------ |
| 14. julij, 1979    | 1 milijon     | Place de la Concorde, FRA | praznik dne Bastille oz. francoski državni praznik                            | Prvič v Guinnessovi knjigi rekordov za največjo koncertno množico vseh časov na prostem.         |
| 5. april, 1986     | 1,5 milijona  | Houston, USA              | 150-ta obletnica obstoja Texasa in Houstona                                   | Drugič v Guinnessovi knjigi rekordov.                                                            |
| 5. oktober, 1986   | 0,8 milijona  | Lyon, FRA                 | Obisk Janeza Pavla II. v Jarrovem rodnem Lyonu je bil proslavljen.            | /                                                                                                |
| 14. julij, 1990    | 2,5 milijona  | Pariz-La Defense, FRA     | 200-ta obletnica francoske revolucije                                         | Tretjič v Guinnessovi knjigi rekordov.                                                           |
| 14. julij, 1995    | 1,25 milijona | Eifflov stolp, FRA        | Unescova 50-ta obletnica in proglasitev dneva strpnosti                       | /                                                                                                |
| 6. september, 1997 | 3,5 milijona  | Moskva, RUS               | Jarre je bil povabljen na izvedbo koncerta ob 850-ti obletnici obstoja Moskve | Četrtič v Guinnessovi knjigi rekordov (izenačil rekord koncerta R. Stewarta na Copacabani 1994). |
| 14. julij, 1998    | 0,6 milijona  | Eifflov stolp, FRA        | Dan Bastille                                                                  | /                                                                                                |